# Andreas Pangritz
Andreas Pangritz (* 19. Januar 1954 in Reudern) ist ein deutscher evangelischer Theologe, der von 2003 bis 2019 Systematische Theologie an der Rheinischen Friedrich-Wilhelms-Universität Bonn lehrte, wo er zugleich einer der beiden Direktoren des Ökumenischen Instituts war.

## Werdegang
Andreas Pangritz wurde am 19. Januar 1954 als zweites Kind des Pfarrers Gottfried Pangritz und dessen Frau Adelheid, geb. Goes, in Reudern, Kreis Nürtingen, geboren. Mit dem Wechsel seines Vaters auf verschiedene Pfarrstellen zog die Familie häufig um. Er besuchte die Dorfschule von Fürnsal im Schwarzwald, zog nach Lübeck, wo er die Brockes-Volksschule und das Carl-Jacob-Burckhardt-Gymnasium besuchte. Im 1968 erschienenen Film Chronik der Anna Magdalena Bach von Straub-Huillet stellte Pangritz den jungen Wilhelm Friedemann Bach dar. In der Hansestadt erhielt er Klavierunterricht, auch als außerordentlicher Student an der dortigen Fachhochschule für Musik. Er beendete die Schullaufbahn am Theodor-Heuss-Gymnasium in Nördlingen (Bayern) 1973 mit der Reifeprüfung. Sein Vater wurde bekannt mit seiner letzten Stelle als Seelsorger für Schausteller (1975–1984).
Nach einem halben sozialen Jahr studierte er Evangelische Theologie, Geschichts-, Politik- und Musikwissenschaften an der Eberhard Karls Universität Tübingen und der Freien Universität Berlin. Als Lehrer prägten ihn besonders Helmut Gollwitzer und Friedrich-Wilhelm Marquardt. Nachdem er 1981 in Tübingen das erste Theologische Examen abgelegt hatte, ging er für zwei Semester zu postgraduate studies bei Rochus Zuurmond, Karel Deurloo und Dick Boer an die Universiteit van Amsterdam  sowie bei Rabbiner Yehuda Aschkenasy und Ben Hemelsoet an die Katholieke Theologische Hogeschool Amsterdam. In Tübingen und Berlin arbeitete er in der Evangelischen Studentengemeinde mit. Er war in dieser Zeit Autor und für einige Jahre Mitherausgeber der exegetischen Zeitschrift Texte und Kontexte.
1982 kehrte er an die FU Berlin zurück. Mit der Dissertation Dietrich Bonhoeffers Forderung einer Arkandisziplin – eine unerledigte Anfrage an Kirche und Theologie wurde er 1987 zum Doktor der Philosophie promoviert. Am dortigen Institut für Evangelische Theologie war er von 1984 bis 1989 wissenschaftlicher Mitarbeiter für Systematische und Biblische Theologie und anschließend bis 1995 wissenschaftlicher Assistent für Systematische Theologie und Theologiegeschichte. Während dieser Zeit erweiterte er seine musikwissenschaftlichen Studien an der FU  und der TU Berlin.
Die Habilitation in Systematischer Theologie erfolgte 1992 mit der Untersuchung Vom Kleiner- und Unsichtbarwerden der Theologie. Ein Versuch über das Projekt einer „impliziten Theologie“ bei Barth, Tillich, Bonhoeffer, Benjamin, Horkheimer und Adorno.
Im Frühjahr 1995 war er kurzzeitig Gastdozent für Theologische Enzyklopädie an der Faculteit der Godgeleerdheid (Delenus Instituut) der Universiteit van Amsterdam.
Noch im selben Jahr übernahm er eine Vertretungsprofessur an der FU Berlin bis 1996. Während seiner Zeit als Privatdozent war er im Land Brandenburg an der Ausbildung von Lehrern für das neue Schulfach Lebensgestaltung – Ethik – Religionskunde (LER) und an der Evangelischen Fachhochschule Berlin an der Ausbildung von Religionslehrern beteiligt.
1999 wurde Pangritz zum Professor für Systematische Theologie am Institut für Evangelische Theologie der RWTH Aachen berufen, dessen Geschäftsführender Direktor er von 2003 bis 2006 war. 2004 wurde er (zunächst parallel) Professor für Systematische Theologie an der Evangelisch-Theologischen Fakultät der Rheinischen Friedrich-Wilhelms-Universität Bonn. Dort war er ab 2007 auch Direktor des Ökumenischen Instituts. 2019 wurde er in den Ruhestand versetzt.
Er ist Geschäftsführer des 1998 von ihm mitgegründeten Verlags Orient & Okzident.
Andreas Pangritz ist unter anderem Mitglied der Internationalen Dietrich-Bonhoeffer-Gesellschaft, der American Academy of Religion, der Karl Barth-Society of North America, der Gesellschaft für Evangelische Theologie, der Wissenschaftlichen Gesellschaft für Theologie und des Studienkreises „Kirche und Israel“ im Rheinland und in Westfalen, dessen Vorsitzender er von 2008 bis 2015 war.
2005 wurde er in den Ausschuss „Christen und Juden“ der Evangelischen Kirche im Rheinland berufen. Seit 2006 gehört er der Landessynode der Evangelischen Kirche im Rheinland an.
Hanfried Müller, der Pangritz als einen „linken Theologen“ beschildert habe, empfahl es Ende 1980er Jahren, ihm an der Humboldt-Universität die Stelle des Lektors für die systematische Theologie anzubieten, wegen der Wende verwirklichte das Vorhaben aber nicht.

## Werk
Der innere Zusammenhang von Pangritz’ Forschungsgebieten „Aspekte der Theologie Dietrich Bonhoeffers“, „Probleme des christlich-jüdischen Verhältnisses“, „Zur Theologie Friedrich-Wilhelm Marquardts“ sowie „Dialektische Theologie und Kritische Theorie“ ist die Tradition der Bekennenden Kirche und der Theologie nach Auschwitz. Darin dient die Theologie nicht als Legitimationswissenschaft für die herrschenden Verhältnisse, sondern treibt Ideologiekritik.
Vorträge vor Kirchengemeinden, regionalen und internationalen Konferenzen sowie zahlreiche Aufsätze beleuchten systematisch und theologiegeschichtlich das Verhältnis von Christentum und Judentum, von Staat und Kirche.
In den letzten Jahren widmete er sich intensiv der Forschung zum Antijudaismus bzw. Antisemitismus Martin Luthers.
Pangritz geht des Öfteren auf eine Verwandtschaft von Dialektischer Theologie und Kritischer Theorie ein. Außer an seinem Lehrer Marquardt, von dem er auch einige Schriften aus dem Nachlass herausgibt, ist er an Karl Barth, Dietrich Bonhoeffer, Walter Benjamin und Theodor W. Adorno als Gelehrten des 20. Jahrhunderts orientiert.
Seine musikalischen Kenntnisse erlaubten es ihm das theologische Denken Barths und Bonhoeffers in Beziehung zur Musik setzen.
Einige von Pangritz’ Veröffentlichungen sind auch auf Englisch, Italienisch, Niederländisch, Koreanisch und Chinesisch erschienen.

## Veröffentlichungen in Auswahl

### Monographien
- Dietrich Bonhoeffers Forderung einer Arkandisziplin – eine unerledigte Anfrage an Kirche und Theologie. Köln 1988, ISBN 3-7609-5259-3.
- Karl Barth in der Theologie Dietrich Bonhoeffers – eine notwendige Klarstellung. Berlin 1989. Überarbeitete und erweiterte englische Fassung unter dem Titel: Karl Barth in the Theology of Dietrich Bonhoeffer. Translated by Barbara and Martin Rumscheidt. Grand Rapids, MI / Cambridge, UK, 2000. Second Edition: Eugene, OR, 2018. ISBN 978-1-5326-1734-8.
- Vom Kleiner- und Unsichtbarwerden der Theologie. Ein Versuch über das Projekt einer „impliziten Theologie“ bei Barth, Tillich, Bonhoeffer, Benjamin, Horkheimer und Adorno. Mit einem Geleitwort von Friedrich-Wilhelm Marquardt. Tübingen 1996, ISBN 978-3-929128-04-8.
- Polyphonie des Lebens. Zu Dietrich Bonhoeffers „Theologie der Musik“. 2., überarbeitete Auflage. Berlin 2000, ISBN 978-3-9806216-2-5. 3., erweiterte Auflage Stuttgart 202, ISBN 978-3-17-039656-2. Englische Fassung unter dem Titel: The Polyphony of Life. Bonhoeffer's Theology of Music, edited by John W. de Gruchy & John Morris, translated by Robert Steiner, Eugene, OR, 2019, ISBN 978-1-5326-6152-5.
- „Mich befreit der Gott Israels“. Friedrich-Wilhelm Marquardt – Eine theologisch-biographische Skizze. Berlin 2003.
- Vergegnungen, Umbrüche und Aufbrüche. Beiträge zur Theologie des christlich-jüdischen Verhältnisses. Leipzig 2015, ISBN 978-3-374-04154-1.
- Theologie und Antisemitismus. Das Beispiel Martin Luthers, Frankfurt am Main 2017, ISBN 978-3-631-73362-2.
- „Der ganz andere Gott will eine ganz andere Gesellschaft“. Das Lebenswerk Helmut Gollwitzers. Stuttgart 2018, ISBN 978-3-17-034447-1.
- Die Schattenseite des Christentums. Theologie und Antisemitismus. Stuttgart 2023. ISBN 978-3-17-040046-7.

### Artikel
- Der „maskierte Christus“. Nikodemismus und Antinikodemismus in der italienischen Reformation, in: Evangelische Theologie 54 (1994), S. 8–22.
- Dietrich Bonhoeffers theologische Begründung der Beteiligung am Widerstand. In: Evangelische Theologie 55 (1995), S. 491–520.
- Helmut Gollwitzers Theologie des christlich-jüdischen Verhältnisses. Versuch einer kritischen Bilanz, in: Evangelische Theologie 56 (1996), 359-376.
- Politischer Gottesdienst. Zur theologischen Begründung des Widerstands bei Karl Barth, in: Communio Viatorum 39 (1997), 215-247.
- „Geheimnis und Gebot“ bei Leo Baeck und Dietrich Bonhoeffer, in: Berliner theologische Zeitschrift 1/1998, 112-127.
- Marginalie zu Bonhoeffers Ethik, in: Momente der Begegnung. Impulse für das christlich-jüdische Gespräch. Bertold Klappert zum 65. Geburtstag, hg. v. Michael Haarmann, Johannes von Lüpke u. Antje Menn, Neukirchen-Vluyn / Wuppertal 2004, 206-212.
- Art. Marquardt, Friedrich-Wilhelm, in: Biographisch-Bibliographisches Kirchenlexikon, Bd. XXV, Nordhausen 2005, Sp. 878–917.
- „Wendung nach Jerusalem“. Zu Friedrich-Wilhelm Marquardts Arbeit an der Dogmatik, in: Evangelische Theologie 65 (2005), 8-23.
- The Understanding of Mystery in the Theology of Dietrich Bonhoeffer, in: Mysteries in the Theology of Dietrich Bonhoeffer. A Copenhagen Bonhoeffer Symposium, ed. by Kirsten Busch Nielsen u. a., Göttingen 2007, 9-26.
- Vom „sichtbaren Kommen Gottes auf diese Welt“. Zu Dietrich Bonhoeffers Rezeption von Karl Barths Römerbrief-Auslegung, in: Dietrich-Bonhoeffer-Jahrbuch 3, 2007/2008, hg. v. Clifford J. Green u. a., Gütersloh 2008, 219-250.
- „Nun ist Bußtag - und die Kirche soll schweigen?“ Die Reaktion von Elisabeth Schmitz auf die Novemberpogrome 1938, in: Elisabeth Schmitz und ihre Denkschrift gegen die Judenverfolgung. Konturen einer vergessenen Biografie (1893–1977), hg. v. Manfred Gailus, Berlin 2008, 163-182.
- Dietrich Bonhoeffer: Within, not Outside the Barthian Movement. In: Bonhoeffer’s Intellectual Formation, ed. by Peter Frick, Tübingen 2008, 245-282.
- Talmud und christliche Theologie. Zur Erinnerung an das Werk Friedrich-Wilhelm Marquardts, in: Erinnerungskultur in der pluralen Gesellschaft. Neue Perspektiven für den christlich-jüdischen Dialog, hg. v. Reinhold Boschki u. Albert Gerhards, Paderborn 2010, 183-195.
- Musste „die Opposition fast durchgehend“ sein? Zu Walter Benjamins und Gershom Scholems Wahrnehmung Karl Barths und der „dialektischen Theologie“, in: Profanes Leben. Walter Benjamins Dialektik der Säkularisierung, hg. v. Daniel Weidner, Berlin 2010, 301-324.
- Eberhard Bethges Beitrag zur Erneuerung des Verhältnisses von Christen und Juden, in: Evangelische Theologie 70 (2010), S. 342–358.
- Die „Politik Gottes“ mit Israel. Über Wilhelm Vischers Beitrag zum „Betheler Bekenntnis“, in: Evangelische Theologie 72 (2012), 194-213.
- Martin Luthers Stellung zu Judentum und Islam, in: Arbeitsbuch Religion und Geschichte. Das Christentum im interkulturellen Gedächtnis, hg. v. Harry Noormann, Bd. 2, Stuttgart 2012, 15-48.
- „To fall within the spokes of the wheel.“ New-old observations concerning „The Church and the Jewish Question“, in: Kirsten Busch Nielsen, Ralf K. Wüstenberg u. Jens Zimmermann (Hg./Eds.), Dem Rad in die Speichen fallen. Das Politische in der Theologie Dietrich Bonhoeffers/A Spoke in the Wheel. The Political in the Theology of Dietrich Bonhoeffer, Gütersloh 2013, 94-108.
- Neuer Bericht über Karl Barths „Sozialistische Reden“, in: Georg Pfleiderer / Harald Matern (Hg.), Theologie im Umbruch der Moderne. Karl Barths frühe Dialektische Theologie, Zürich 2014, 63-80.
- Musik und Theologie bei Dietrich Bonhoeffer, in: Glaube und Lernen. Theologie interdisziplinär und praktisch 29 (2014), 158-172.
- Die Konzilserklärung Nostra Aetate aus evangelischer Sicht, in: Reinhold Boschki / Josef Wohlmuth (Hg.), Nostra Aetate. 4. Wendepunkt im Verhältnis von Kirche und Judentum – bleibende Herausforderung für die Theologie, Paderborn 2015, 147-157.
- Dietrich Bonhoeffer and the Jews in Context, in: Michael Mawson and Philip G. Ziegler (eds.), Christ, Church and World. New Studies in Bonhoeffer’s Theology and Ethics, London etc. 2016, 161–186.
- Helmut Gollwitzers Friedensethik und ihre Aktualität, in: Marco Hofheinz u. Frederike van Oorschot (Hg.), Christlich-theologischer Pazifismus im 20. Jahrhundert, Baden-Baden / Münster 2016, 213–229.
- Martin Luther – Judenfreund oder Antisemit?, in: Perspektiven jüdischer Bildung. Diskurse – Erkenntnisse – Positionen, hg. v. Zentralrat der Juden in Deutschland (Konzept u. wissenschaftliche Leitung: Doron Kiesel), Berlin 2017, 445–456.
- De 'hoofdsom van de geschiedenis van God in de geschiedenis' en de wijsheid van de 'oudtestamentische maatschappijfilosoof' – Over het gebruik van de Bijbel in Karl Barths Tambacher rede, in: Messiaanse Exegese. Bijbelse theologie met het oog op het Rijk. Opstellen aangeboden aan Rinse Reeling Brouwer. Onder redactie von Edward van 't Slot etc., Utrecht 2019, 35–45.
- Zur Marxismus-Rezeption bei Karl Barth und Helmut Gollwitzer, in: Horst Junginger u. Richard Faber (Hg.), Marxistische Religionskritik. Von den Junghegelianern über Marx und Engels bis zu Lukács, Bloch und Gramsci (Religionskritik in Geschichte und Gegenwart, Band 4), Würzburg 2023, 307–330.
- Martin Luthers Stellung zu Juden und Muslimen, in: Uwe Baumann (Hg.), Martin Luther und die Reformation. Traditionen, Kontexte, Umbrüche, Göttingen 2023, 53–69.

### Herausgeberschaft
- Helmut Gollwitzer: ... daß Gerechtigkeit und Friede sich küssen. Aufsätze zur politischen Ethik. 2 Bände (= Ausgewählte Werke, Bd. 4 u. 5), München 1988.
- „Ich werde nicht sterben, sondern leben.“ Über Helmut Gollwitzer. Berlin 1998, ISBN 3-9806216-0-X.
- Friedrich-Wilhelm Marquardt: Auf einem Schul-Weg. Kleinere christlich-jüdische Lerneinheiten. 2. Aufl., Aachen 2005, ISBN 3-9806216-1-8.
- Friedrich-Wilhelm Marquardt: Theological Audacities: Selected essays. Edited by Andreas Pangritz and Paul S. Chung. Eugene/Oregon 2010, ISBN 978-1-60608-943-9.
- „Biblische Radikalitäten“. Judentum, Sozialismus und Recht in der Theologie Friedrich-Wilhelm Marquardts (= Studien des Bonner Zentrums für Religion und Gesellschaft, Bd. 6). Würzburg 2010, ISBN 978-3-89913-778-1.
- Friedrich-Wilhelm Marquardt: Theologie in der bürgerlichen Gesellschaft I: Friedrich Daniel Ernst Schleiermacher. Vorlesung im Wintersemester 1975/76 an der Freien Universität Berlin, aus dem Manuskript rekonstruiert und herausgegeben von Andreas Pangritz unter Mitarbeit von Juliane Jäntsch, Bonn 2012, ISBN 978-3-9806216-5-6.
- Friedrich-Wilhelm Marquardt, Chana Safrai: Talmud lernen. Vorträge an der Evangelischen Akademie zu Berlin 1992–2001, in Zusammenarbeit mit Daniela Koeppler herausgegeben und eingeleitet von Andreas Pangritz, Bonn 2014, ISBN 978-3-9806216-6-3.
- René Süss: Luthers theologisches Testament: Von den Juden und ihren Lügen, Bonn 2017, ISBN 978-3-9806216-7-0.
- (mit Matthias Gockel u. Ulrike Sallandt), Umstrittenes Erbe. Lesarten der Theologie Karl Barths. Stuttgart 2020. ISBN 978-3-17-037448-5.

### Übersetzung
- Kleijs H. Kroon: Der Sturz der Hure Babylon. Eine zeitgeschichtliche Auslegung der Johannesapokalypse. Berlin 1988.

### Mitwirkung in Filmen
- Chronik der Anna Magdalena Bach von Straub-Huillet, 1968.
- Bonhoeffer. Dokumentarfilm von Martin Doblmeier, 2003.
- Elisabeth von Hanau. (englisch Elisabeth of Berlin). Dokumentarfilm über Elisabeth Schmitz von Steven D. Martin, 2008.